# Valerian Cristea
Valerian Cristea (n. 1 august 1950, satul Vîprova, raionul Orhei) este un politician din Republica Moldova, care a îndeplinit funcția de viceprim-ministru în guvernele conduse de Vasile Tarlev (2001-2006).

## Cariera profesională
Valerian Cristea s-a născut la data de 1 august 1950 în satul Vîprova, raionul Orhei. A urmat studii la Institutul Politehnic din Chișinău (1971-1976), obținând calificarea de inginer-electrician. În anul 2003 a obținut titlul academic de doctor în științe sociologice.
După absolvirea Institutului Politehnic, în perioada 1976-1979, lucrează în calitate de maistru, șef de șantier al Trustului “Moldenergostroi”. Apoi între anii 1979-1982 este instructor al Comitetului raional Octombrie de partid, Chișinău.
Din anul 1982, Valerian Cristea este președinte al Comitetului sindical al Întreprinderii de Stat “Energoreparația”. Între anii 1986-1994, deține funcția de vicepreședinte, apoi pe cea de președinte al Comitetului republican al sindicatelor din energetică și electrotehnică din Moldova ("Sindenergo"). Din anul 1994 este vicepreședinte al Federației Generale a Sindicatelor din Moldova.

## Cariera politică
În urma alegerilor din martie 1998, Valerian Cristea este ales deputat pe listele Partidului Comuniștilor din Republica Moldova, activând în calitate de președinte al Comisiei pentru protecție socială, sănătate și familie.
În februarie 2001, el obține cel de-al doilea mandat de deputat, fiind reales la 6 martie 2005 pentru a treia oară ca deputat în Parlamentul Republicii Moldova. A candidat la alegerile din 4 aprilie 2001 din Parlamentul Republicii Moldova pentru funcția de președinte al Republicii Moldova, obținând doar 3 voturi din cele 89 buletine de vot validate.
La data de 19 aprilie 2001, în baza votului de încredere acordat de Parlament, deputatul Valerian Cristea este numit în funcția de viceprim-ministru în primul guvern condus de Vasile Tarlev. Este confirmat în funcția de viceprim-ministru la 19 aprilie 2005, prin Decret al Președintelui Republicii Moldova, în baza votului de încredere acordat de Parlament.
La 15 noiembrie 2006, Valerian Cristea a fost revocat din funcția de viceprim-ministru, prin decret al președintelui Republicii Moldova, Vladimir Voronin. Președintele a declarat că, pe parcursul activității sale în calitate de viceprim-ministru, Valerian Cristea a contribuit la soluționarea eficientă și operativă a mai multor probleme de ordin social, menționând în special aportul lui Valerian Cristea la edificarea și renovarea mai multor tabere de odihnă pentru copii, la formarea unui climat favorabil pentru activitatea organizațiilor non-guvernamentale și implementarea Asigurărilor Obligatorii de Asistență Medicală.
Valerian Cristea a fost numit la 1 martie 2007, prin decret prezidențial, în funcția de Ambasador Extraordinar și Plenipotențiar al Republicii Moldova în Republica Cehă.

## Distincții
Valerian Cristea a fost decorat de către președintele Republicii Moldova, Petru Lucinschi, cu Ordinul "Gloria Muncii" la 28 iulie 2000, "pentru muncă îndelungată și rodnică în organele sindicale, activitate legislativă prodigioasă și participare activă la viața socială a țării".
Valerian Cristea vorbește limba rusa. El este căsătorit și tată a unui copil.